# Villaver
Villaver (llamada oficialmente San Xusto de Vilaver) es una parroquia y una aldea española del municipio de Cervantes, en la provincia de Lugo, Galicia.

## Organización territorial
La parroquia está formada por una entidad de población:
- Vilaver

## Demografía
Gráfica demográfica de la aldea de Vilaver y de la parroquia de Villaver según el INE español:
| Gráfica de evolución demográfica de Villaver entre 2000 y 2021 |
|                                                                |
| Datos según el nomenclátor publicado por el INE.               |